# غوشناطية أرجنتينية
غوشناطية أرجنتينية (الاسم العلمي:Gochnatia argentina) هي نوع من النباتات تتبع جنس الغوشناطية من الفصيلة النجمية.